# Albrecht Herzog von Württemberg

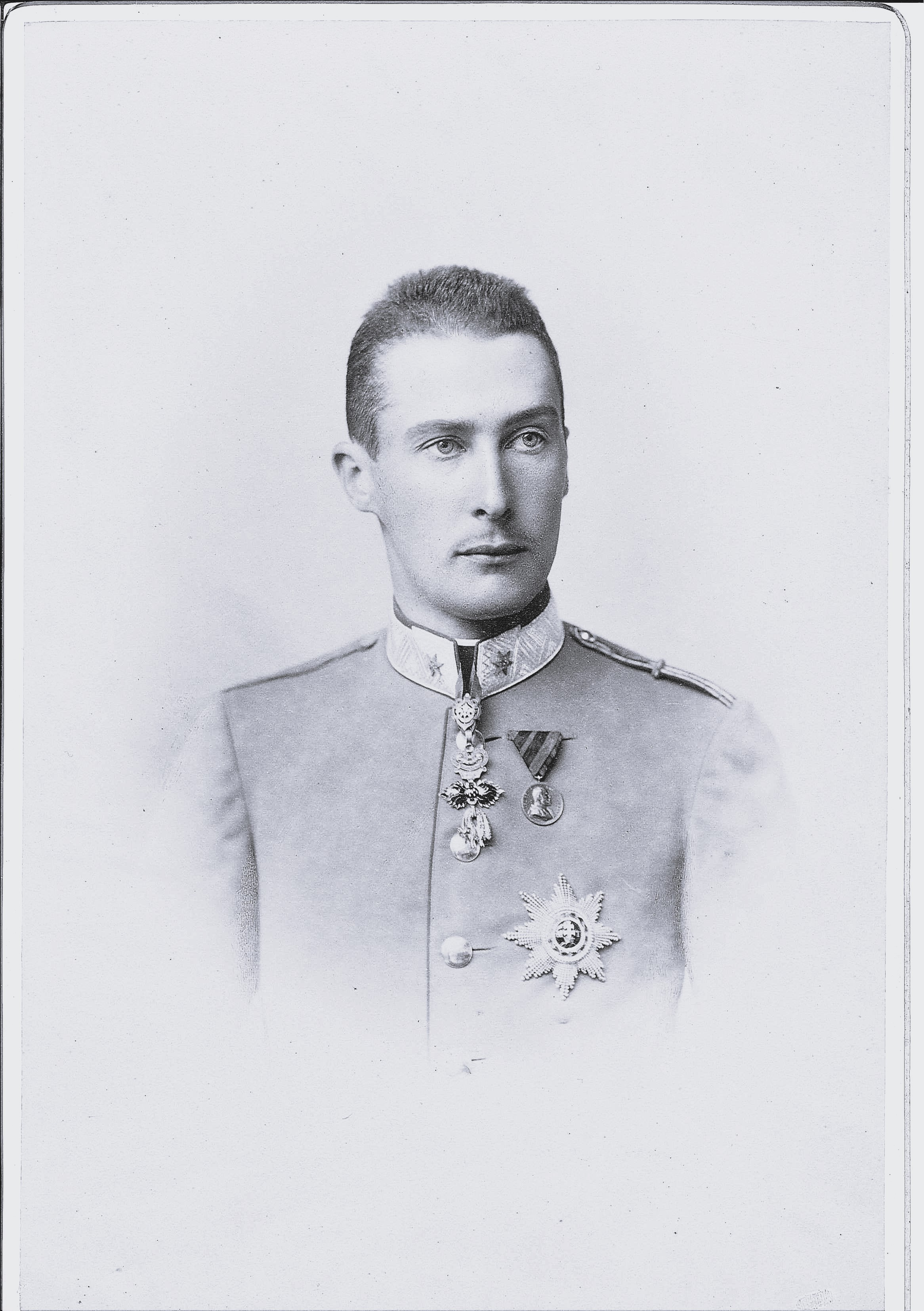
Offizielles Porträt des Herzogs Albrecht

Albrecht Maria Alexander Philipp Joseph Herzog von Württemberg (* 23. Dezember 1865 in Wien; † 29. Oktober 1939 in Altshausen) war der älteste Sohn Herzog Philipps I. von Württemberg, des Begründers der katholischen Linie des württembergischen Königshauses, und der Erzherzogin Marie Therese von Österreich. Während des Ersten Weltkriegs führte er als Generaloberst und ab 1916 als Generalfeldmarschall Armeen an der Westfront.

## Frühes Leben

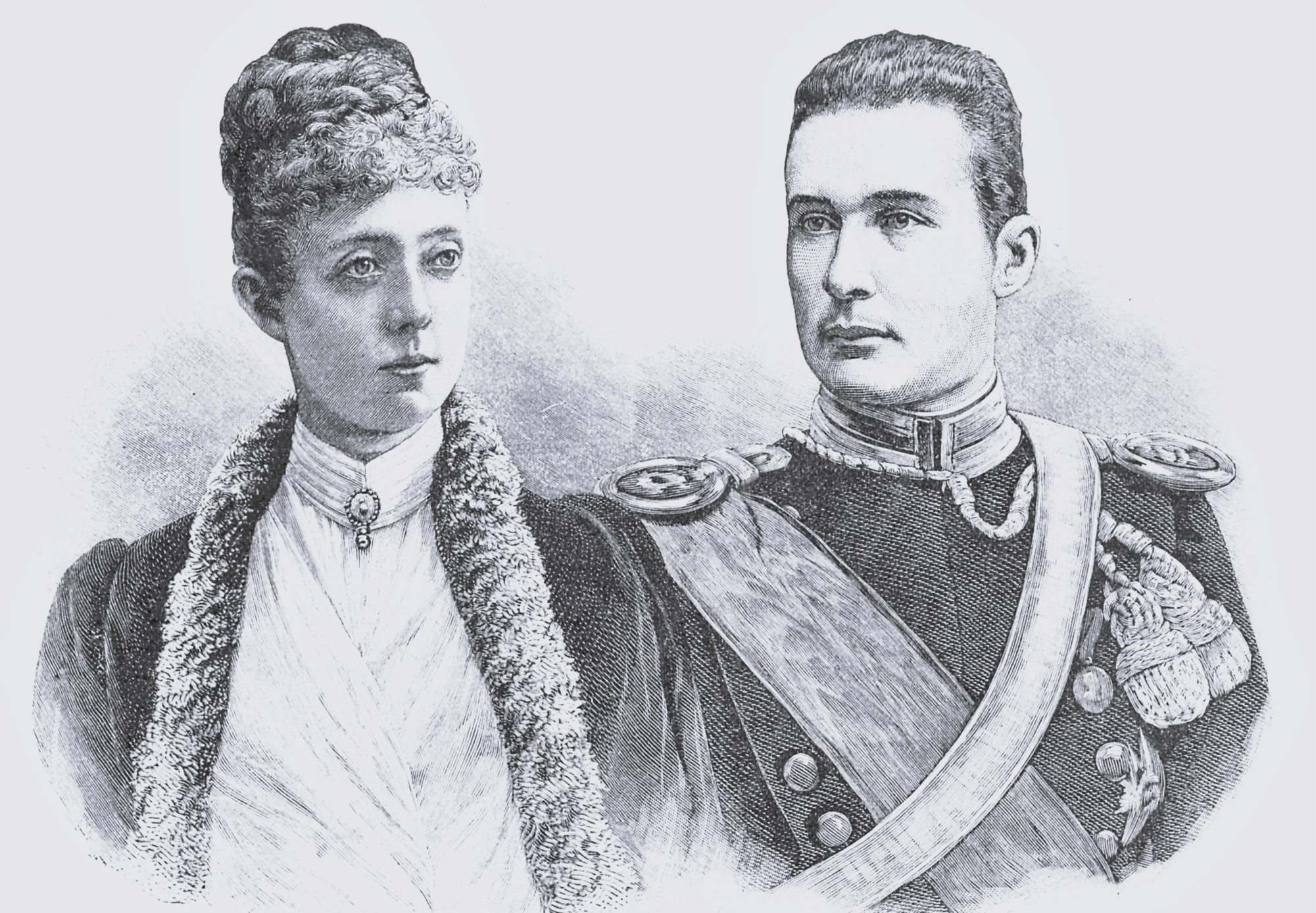
Erzherzogin Margaretha Sophie von Österreich und ihr Gemahl Herzog Albrecht von Württemberg

Albrecht studierte von 1884 bis 1885 Jura an der Universität Tübingen. Im Jahr 1893 vermählte er sich mit der katholischen Erzherzogin Margarete Sophie von Österreich (1870–1902). Nach dem frühen Tod seiner Gemahlin ging er keine weitere Ehe ein. Da König Wilhelm II. von Württemberg keine Söhne hatte, fiel Albrecht schon früh die Rolle des württembergischen Thronfolgers zu. Deshalb residierte die Familie seit den 1890er Jahren im Kronprinzenpalais Stuttgart.
Als königlicher Prinz war Albrecht 1887 bis 1918 Mitglied der württembergischen Ersten Kammer. Anfangs ließ er sich durch andere Mitglieder der Kammer vertreten, nahm aber später auch persönlich an Sitzungen teil.

## Heerführer

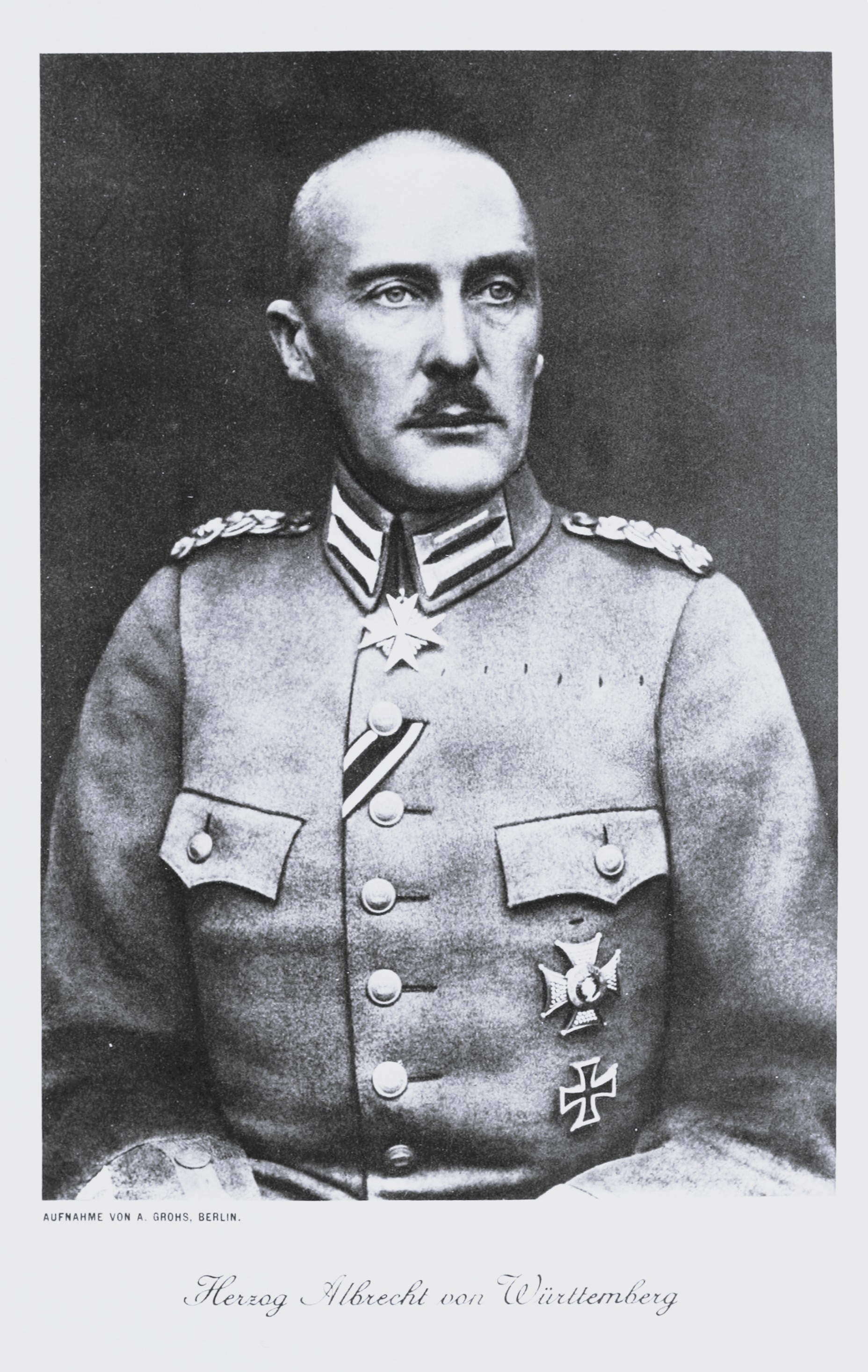
Herzog Albrecht von Württemberg

1885 trat er in den württembergischen Heeresdienst ein und diente als Sekondeleutnant im Ulanen-Regiment „König Karl“ (1. Württembergisches) Nr. 19. Danach wurde er in der Preußischen Armee weiter ausgebildet. Nachdem er bei mehreren Grenadier- und Reiterregimentern gedient hatte, wurde er im September 1896 Kommandeur der 4. Garde-Kavallerie-Brigade in Potsdam. Albrecht avancierte am 15. Juni 1898 zum Generalmajor und am 16. Juni 1901 zum Generalleutnant. Seit 1898 war er auch Oberstinhaber des k.u.k. Infanterieregiments Nr. 73. Seit 14. September 1900 kommandierte er die 51. Infanterie-Brigade (1. Königlich Württembergische) und am 13. April 1901 übernahm er das Kommando über die 26. Division in Stuttgart. Am 22. September 1906 wurde er zum General der Kavallerie befördert und zum Kommandierenden General des XI. Armee-Korps in Kassel ernannt. Am 25. Februar 1908 übernahm er das XIII. (Königlich Württembergisches) Armee-Korps in Stuttgart und wurde am 24. September 1913 zum Generaloberst befördert. Am 1. März 1913 wurde er Generalinspekteur der VI. Armee-Inspektion.
Mit Beginn des Ersten Weltkriegs wurde er am 2. August 1914 Oberbefehlshaber der 4. Armee an der Westfront. Am Sieg in der Schlacht von Neufchateau in den Ardennen war er maßgeblich beteiligt. Unter seinem Oberbefehl fanden im Oktober 1914 allerdings auch der berüchtigte Angriff halbausgebildeter Kriegsfreiwilliger bei Langemarck in der Ersten Flandernschlacht (verklärt zum Mythos von Langemarck) und der erste Giftgasangriff am 22. April 1915 bei Ypern in der Zweiten Flandernschlacht statt.
Albrecht galt als einer der „fähigsten deutschen Heerführer des Weltkriegs“. Aufgrund seiner militärischen Verdienste verlieh ihm Kaiser Wilhelm II. in seiner Eigenschaft als König von Preußen am 22. August 1915 den Orden Pour le Mérite sowie am 25. Februar 1918 das Eichenlaub dazu. Außerdem ernannte er ihn am 1. August 1916 zum preußischen Generalfeldmarschall. Seit dem 7. März 1917 kommandierte er als Oberbefehlshaber der Heeresgruppe „Herzog Albrecht“ den gesamten Südabschnitt der Westfront von Verdun bis zur schweizerischen Grenze. Im Gegensatz zum preußischen Kronprinzen Wilhelm und dem bayerischen Kronprinzen Rupprecht blieb er nach dem Ausbruch der Novemberrevolution noch bis unmittelbar vor Weihnachten 1918 auf seinem Posten und führte die ihm unterstellten Truppen der Heeresgruppe sicher in die Heimat zurück.

## Nach dem Ersten Weltkrieg
Der Abdankung König Wilhelms II. am 30. November 1918 schloss er sich für seine Person nicht an. Der Monarch überließ ihm das Schloss Altshausen, 40 Kilometer nördlich des Bodensees in Oberschwaben gelegen, als Wohnsitz. Dort zog die Familie 1919 ein. Als Wilhelm II. am 2. Oktober 1921 starb, ging das gesamte Hausvermögen auf Albrecht über. Es wurde von der „Hofkammer des Hauses Württemberg“ (1919 bis 1933 in „Rentkammer des Hauses Württemberg“ umbenannt) verwaltet. Bis 1928 stand Alfred Schenk Graf von Stauffenberg, der Vater des Hitler-Attentäters vom 20. Juli 1944, als Präsident der Rentkammer vor.
Bei seiner Beisetzung in Altshausen im Oktober 1939 erschien kein hochrangiger Nationalsozialist, da die Familie für ihre oppositionelle Haltung bekannt war. Adolf Hitler ließ lediglich einen Kranz schicken.

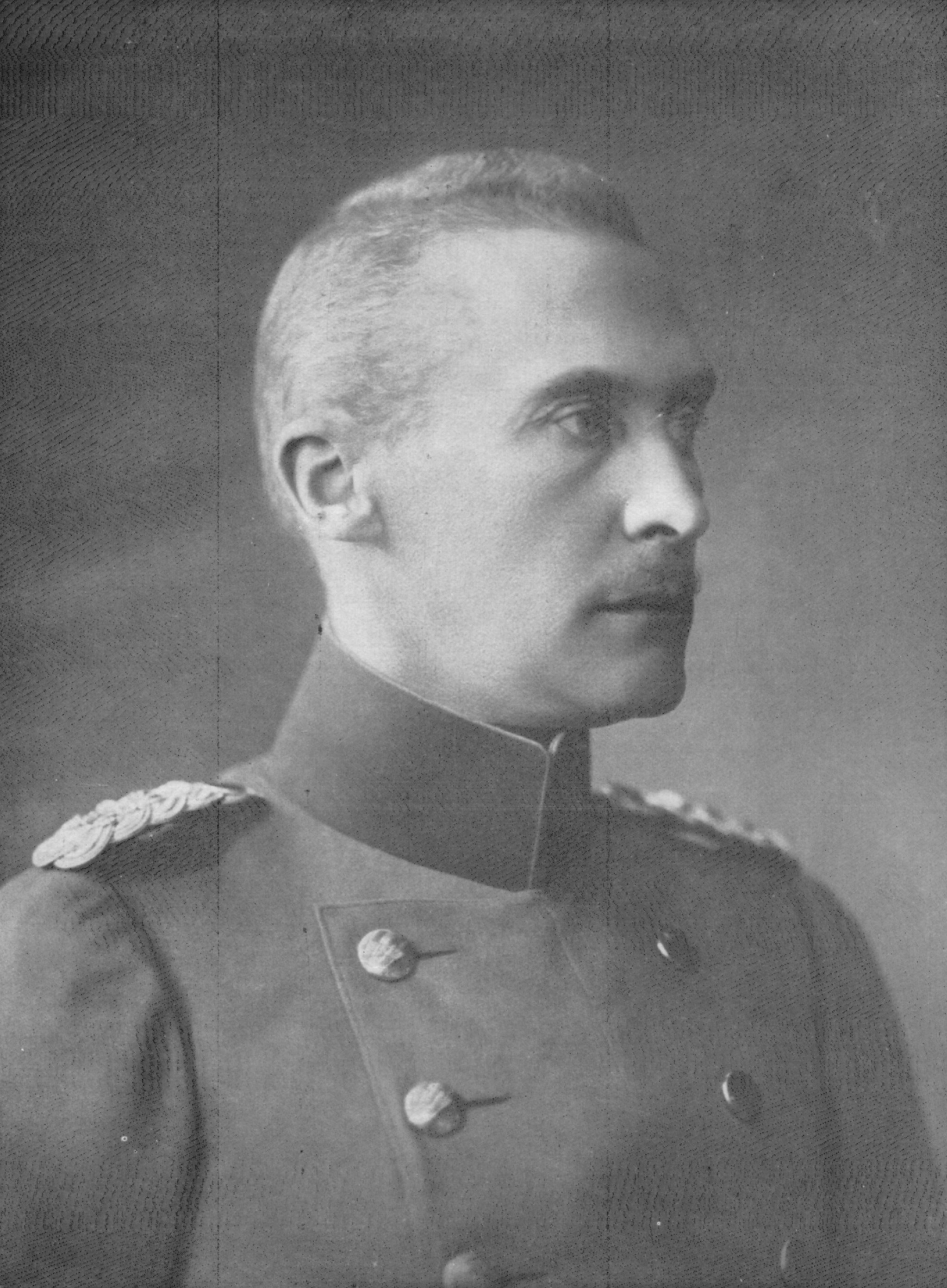
Albrecht von Württemberg, um 1915

1965 wurde in Münsingen (Baden-Württemberg) die dortige Bundeswehrkaserne nach Albrecht Herzog von Württemberg benannt: Herzog-Albrecht-Kaserne.

## Nachkommen

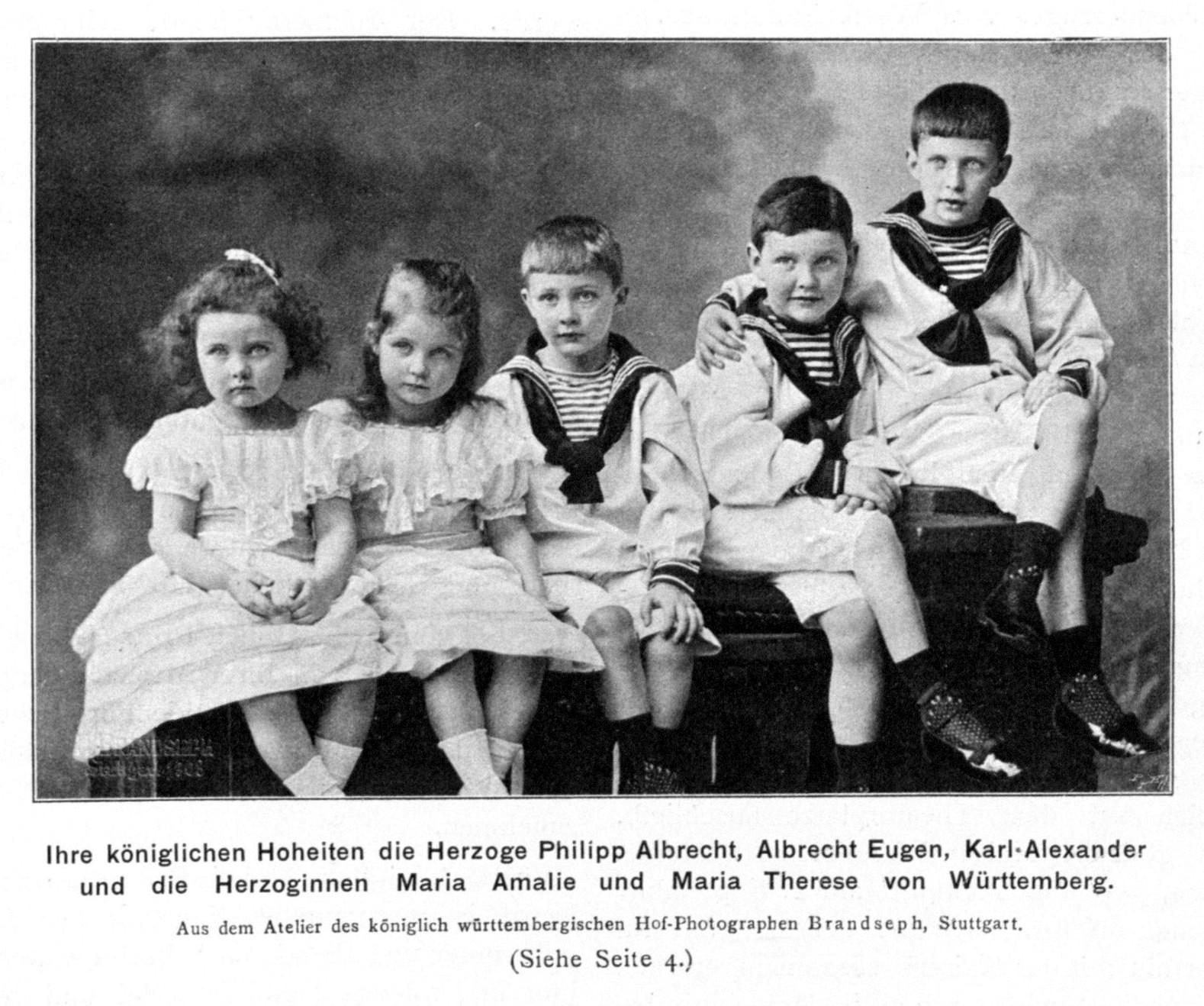
Albrecht von Württembergs Kinder im Jahre 1903

Aus seiner Ehe mit Erzherzogin Margarete Sophie von Österreich, Tochter von Erzherzog Karl Ludwig und Tante von Karl I. gingen drei Söhne und vier Töchter hervor. Sein ältester Sohn Philipp Albrecht folgte ihm als Chef des Hauses Württemberg.
- Philipp II. Albrecht (1893–1975)
- Albrecht Eugen (1895–1954)
- Carl Alexander (1896–1964) (Pater Odo O.S.B., Benediktinermönch)
- Maria Amalia (1897–1923)
- Maria Theresa (1898–1928)
- Maria Elisabeth (1899–1900)
- Margarethe Marie (1902–1945)

siehe auch: Stammliste des Hauses Württemberg